# جزیره موتهورا
جزیره موتهورا (به لاتین: Moutohora Island) یک منطقهٔ مسکونی در نیوزیلند است که در منطقه آوکلند واقع شده‌است. جزیره موتهورا ۳۵۳ متر بالاتر از سطح دریا واقع شده‌است.